# 张梓昌
张梓昌（1921年—？），男，江苏崇明人，中国计算机工程技术专家，曾任第七机械工业部第二研究院706所所长。